# برايان باريت
برايان باريت (16 نوفمبر 1966 بأوكلاند في نيوزيلندا - ) (بالإنجليزية: Brian Barrett)‏ هو لاعب كريكت نيوزلندي. لعب مع Northern Districts men's cricket team ‏ ونادي مقاطعة ورسسترشاير للكريكيت ‏ وفريق أوكلاند للكريكت ‏.

## وصلات خارجية
- برايان باريت على موقع إي آس بي آن كريك إنفو (الإنجليزية)